# Pseudo-Geber
Pseudo-Geber ("fals Geber") és el nom assignat pels estudiosos moderns a un alquimista anònim europeu nascut al segle xiii, que de vegades ha estat identificat com Pau de Taranto, va escriure llibres sobre alquímia i metal·lúrgia, en llatí, sota el nom de "Geber". "Geber" és la forma llatinitzada de Jābir ibn Hayyan, un famós alquimista islàmic del segle viii. A Europa durant segles estava assumit que "Geber" era el mateix que Jabir ibn Hayyan i que els llibres havien estat traduïts de l'àrab.
Alguns escrits de Jābir ibn Hayyan van ser traduïts al llatí del segle xi al XIII. L'escriptor llatí del Pseudo-Geber probablement va adoptar aquest nom per la seva gran reputació. El que s'anomenava pseudoepigrafia no era una cosa rara durant l'Edat Mitjana, per exemple es van atribuir a Aristòtil una sèrie d'escrits coneguts com a Pseudoaristòtil.

## El corpus Pseudo-Geber
El següent conjunt de llibres s'anomena el "Corpus Pseudo-Geber" (o el "Corpus Geber Llatí"). Aquests llibres van ser impresos diverses vegades a la primera meitat del segle xvi. L'autor figurava com "Geber" o "Gebri Arabis" ("Geber l'àrab"), i figurava com traductor "Rodogero Hispalensi" (Roger de Sevilla).
- Summa perfectionis magisterii
- Liber fornacum ("Llibre dels forns"),[5]
- De investigatione perfectionis i
- De inventione veritatis ("Del descobriment de la veritat").

Also:
- Testamentum Geberi
- Alchemia Geberi

Els llibres del Pseudo-Geber van ser molt llegits i van ser influents entre els alquimistes europeus. En particular Summa Perfectionis va ser molt llegit durant la Baixa Edat Mitjana. Els dos darrers llibres Testamentum Geberi i Alchemia Geberi, són absolutament espuris i d'època més tardana que els altres quatre com va escriure Marcellin Berthelot, i normalment no s'inclouen en el corpus Pseudo-Geber. L'autor de tots 6 llibres no és clar que sigui el mateix. La data estimada pels 4 primers llibres és 1310. No es menciona a Albertus Magnus ni a Roger Bacon. No hi ha còpies en àrab. L'aigua règia Aqua regia és una mescla d'àcid nítric i àcid clorhídric i està documentada per primera vegada a la història en el Pseudo-Geber. També sembla que l'àcid nítric és la primera vegada que apareix documentat.

## Contingut del Corpus Pseudo-Geber
L'autor assumeix que tots els metalls estan compostos del sofre unificat i corpuscles de mercuri. Explica l'ús d'un elixir per transmutà metalls en or (vegeu pedra filosofal). És obvi que estava familiaritzat amb les pràctiques de laboratori. El seu llibre conté receptes pràctiques per a fer àcids. Els seus treballs de química no van ser igualats fins al segle xvi amb els escrits del químic Vannoccio Biringuccio, el mineralòleg Georgius Agricola, i l'alquimista Lazarus Ercker.